# Worthington, Minnesota
Worthington, Minnesota là một thành phố nằm ở quận Nobles thuộc tiểu bang Minnesota, Hoa Kỳ. Thành phố có diện tích 22  km² với diện tích mặt nước là 3,5  km², dân số theo điều tra dân số năm 2000 của Cục điều tra dân số Hoa Kỳ là 11.283 người.

## Khí hậu
| Dữ liệu khí hậu của Worthington 2 NNE, Minnesota (1991−2020 normals, extremes 1971−present) | Dữ liệu khí hậu của Worthington 2 NNE, Minnesota (1991−2020 normals, extremes 1971−present) | Dữ liệu khí hậu của Worthington 2 NNE, Minnesota (1991−2020 normals, extremes 1971−present) | Dữ liệu khí hậu của Worthington 2 NNE, Minnesota (1991−2020 normals, extremes 1971−present) | Dữ liệu khí hậu của Worthington 2 NNE, Minnesota (1991−2020 normals, extremes 1971−present) | Dữ liệu khí hậu của Worthington 2 NNE, Minnesota (1991−2020 normals, extremes 1971−present) | Dữ liệu khí hậu của Worthington 2 NNE, Minnesota (1991−2020 normals, extremes 1971−present) | Dữ liệu khí hậu của Worthington 2 NNE, Minnesota (1991−2020 normals, extremes 1971−present) | Dữ liệu khí hậu của Worthington 2 NNE, Minnesota (1991−2020 normals, extremes 1971−present) | Dữ liệu khí hậu của Worthington 2 NNE, Minnesota (1991−2020 normals, extremes 1971−present) | Dữ liệu khí hậu của Worthington 2 NNE, Minnesota (1991−2020 normals, extremes 1971−present) | Dữ liệu khí hậu của Worthington 2 NNE, Minnesota (1991−2020 normals, extremes 1971−present) | Dữ liệu khí hậu của Worthington 2 NNE, Minnesota (1991−2020 normals, extremes 1971−present) | Dữ liệu khí hậu của Worthington 2 NNE, Minnesota (1991−2020 normals, extremes 1971−present) |
| Tháng                                                                                       | 1                                                                                           | 2                                                                                           | 3                                                                                           | 4                                                                                           | 5                                                                                           | 6                                                                                           | 7                                                                                           | 8                                                                                           | 9                                                                                           | 10                                                                                          | 11                                                                                          | 12                                                                                          | Năm                                                                                         |
| ------------------------------------------------------------------------------------------- | ------------------------------------------------------------------------------------------- | ------------------------------------------------------------------------------------------- | ------------------------------------------------------------------------------------------- | ------------------------------------------------------------------------------------------- | ------------------------------------------------------------------------------------------- | ------------------------------------------------------------------------------------------- | ------------------------------------------------------------------------------------------- | ------------------------------------------------------------------------------------------- | ------------------------------------------------------------------------------------------- | ------------------------------------------------------------------------------------------- | ------------------------------------------------------------------------------------------- | ------------------------------------------------------------------------------------------- | ------------------------------------------------------------------------------------------- |
| Cao kỉ lục °F (°C)                                                                          | 63 (17)                                                                                     | 65 (18)                                                                                     | 82 (28)                                                                                     | 91 (33)                                                                                     | 99 (37)                                                                                     | 103 (39)                                                                                    | 103 (39)                                                                                    | 104 (40)                                                                                    | 101 (38)                                                                                    | 92 (33)                                                                                     | 79 (26)                                                                                     | 64 (18)                                                                                     | 104 (40)                                                                                    |
| Trung bình tối đa °F (°C)                                                                   | 42.9 (6.1)                                                                                  | 48.3 (9.1)                                                                                  | 66.2 (19.0)                                                                                 | 79.8 (26.6)                                                                                 | 88.2 (31.2)                                                                                 | 92.8 (33.8)                                                                                 | 92.4 (33.6)                                                                                 | 91.2 (32.9)                                                                                 | 88.0 (31.1)                                                                                 | 81.4 (27.4)                                                                                 | 64.3 (17.9)                                                                                 | 47.1 (8.4)                                                                                  | 95.3 (35.2)                                                                                 |
| Trung bình ngày tối đa °F (°C)                                                              | 22.6 (−5.2)                                                                                 | 27.3 (−2.6)                                                                                 | 39.7 (4.3)                                                                                  | 55.1 (12.8)                                                                                 | 68.0 (20.0)                                                                                 | 78.4 (25.8)                                                                                 | 82.0 (27.8)                                                                                 | 79.4 (26.3)                                                                                 | 72.9 (22.7)                                                                                 | 58.9 (14.9)                                                                                 | 41.8 (5.4)                                                                                  | 27.9 (−2.3)                                                                                 | 54.5 (12.5)                                                                                 |
| Trung bình ngày °F (°C)                                                                     | 14.0 (−10.0)                                                                                | 18.4 (−7.6)                                                                                 | 30.5 (−0.8)                                                                                 | 43.9 (6.6)                                                                                  | 56.9 (13.8)                                                                                 | 67.9 (19.9)                                                                                 | 71.4 (21.9)                                                                                 | 68.6 (20.3)                                                                                 | 61.0 (16.1)                                                                                 | 47.6 (8.7)                                                                                  | 32.5 (0.3)                                                                                  | 19.8 (−6.8)                                                                                 | 44.4 (6.9)                                                                                  |
| Tối thiểu trung bình ngày °F (°C)                                                           | 5.3 (−14.8)                                                                                 | 9.6 (−12.4)                                                                                 | 21.2 (−6.0)                                                                                 | 32.7 (0.4)                                                                                  | 45.8 (7.7)                                                                                  | 57.4 (14.1)                                                                                 | 60.8 (16.0)                                                                                 | 57.8 (14.3)                                                                                 | 49.1 (9.5)                                                                                  | 36.3 (2.4)                                                                                  | 23.2 (−4.9)                                                                                 | 11.8 (−11.2)                                                                                | 34.3 (1.3)                                                                                  |
| Trung bình tối thiểu °F (°C)                                                                | −16.9 (−27.2)                                                                               | −11.3 (−24.1)                                                                               | −1.6 (−18.7)                                                                                | 17.9 (−7.8)                                                                                 | 31.6 (−0.2)                                                                                 | 44.9 (7.2)                                                                                  | 49.2 (9.6)                                                                                  | 46.2 (7.9)                                                                                  | 33.7 (0.9)                                                                                  | 20.8 (−6.2)                                                                                 | 4.9 (−15.1)                                                                                 | −10.3 (−23.5)                                                                               | −19.5 (−28.6)                                                                               |
| Thấp kỉ lục °F (°C)                                                                         | −31 (−35)                                                                                   | −30 (−34)                                                                                   | −20 (−29)                                                                                   | 4 (−16)                                                                                     | 23 (−5)                                                                                     | 37 (3)                                                                                      | 36 (2)                                                                                      | 36 (2)                                                                                      | 24 (−4)                                                                                     | 10 (−12)                                                                                    | −12 (−24)                                                                                   | −28 (−33)                                                                                   | −31 (−35)                                                                                   |
| Lượng Giáng thủy trung bình inches (mm)                                                     | 0.71 (18)                                                                                   | 0.82 (21)                                                                                   | 1.46 (37)                                                                                   | 3.07 (78)                                                                                   | 4.09 (104)                                                                                  | 5.24 (133)                                                                                  | 3.54 (90)                                                                                   | 3.85 (98)                                                                                   | 3.21 (82)                                                                                   | 2.38 (60)                                                                                   | 1.27 (32)                                                                                   | 0.88 (22)                                                                                   | 30.52 (775)                                                                                 |
| Lượng tuyết rơi trung bình inches (cm)                                                      | 9.8 (25)                                                                                    | 10.9 (28)                                                                                   | 5.7 (14)                                                                                    | 4.2 (11)                                                                                    | 0.2 (0.51)                                                                                  | 0.0 (0.0)                                                                                   | 0.0 (0.0)                                                                                   | 0.0 (0.0)                                                                                   | 0.0 (0.0)                                                                                   | 1.0 (2.5)                                                                                   | 4.6 (12)                                                                                    | 8.6 (22)                                                                                    | 45.2 (115)                                                                                  |
| Số ngày giáng thủy trung bình (≥ 0.01 in)                                                   | 7.9                                                                                         | 6.9                                                                                         | 7.7                                                                                         | 10.4                                                                                        | 13.6                                                                                        | 12.5                                                                                        | 8.8                                                                                         | 9.8                                                                                         | 9.1                                                                                         | 8.8                                                                                         | 6.1                                                                                         | 7.4                                                                                         | 109.0                                                                                       |
| Số ngày tuyết rơi trung bình (≥ 0.1 in)                                                     | 6.3                                                                                         | 5.7                                                                                         | 3.4                                                                                         | 1.9                                                                                         | 0.1                                                                                         | 0.0                                                                                         | 0.0                                                                                         | 0.0                                                                                         | 0.0                                                                                         | 0.9                                                                                         | 3.2                                                                                         | 5.7                                                                                         | 27.2                                                                                        |
| Nguồn: NOAA                                                                                 |                                                                                             |                                                                                             |                                                                                             |                                                                                             |                                                                                             |                                                                                             |                                                                                             |                                                                                             |                                                                                             |                                                                                             |                                                                                             |                                                                                             |                                                                                             |